# Biccari
Biccari är en ort och kommun i provinsen Foggia i regionen Apulien i Italien. Kommunen hade 2 760 invånare (2017).